# ايزو 20815

شعار الأيزو

ايزو 20815 (بالإنجليزية: ISO 20815) هو معيار للمنظمة الدولية للمعايير (ISO) لضمان الإنتاج وإدارة الموثوقية في صناعات البترول والبتروكيماويات والغاز الطبيعي . 
تمت مراجعة نسخة 2008 من المعيار وتأكيدها آخر مرة في عام 2012.  وقد استبدل بمعيار ISO/DIS 20815:2018 في أكتوبر 2018. 
يُشير المعيار إلى تقسيم صناعة النفط والغاز إلى قطاعات ثلاثة هي: المنبع والنقل والمصب.